# Zlatko Komadina
Zlatko Komadina, hrvaški politik, * 24. oktober 1958, Ljubljana, SR Slovenija, SFRJ.
Od leta 2013 je župan Primorsko-goranske županije.
Komadina je aprila 2012 v kabinetu Zorana Milanovića odstopil z mesta ministra za pomorstvo, promet in infrastrukturo, le tri mesece po tem, ko je navedel zdravstvene razloge.